# Internationale Humanitäre Hilfsorganisation
Die Internationale Humanitäre Hilfsorganisation (IHH) war ein eingetragener Verein mit Sitz in Frankfurt am Main, der 1998 in Köln gegründet wurde. Am 12. Juli 2010 wurde der Verein vom Bundesministerium des Innern verboten, da er „unter dem Deckmantel der humanitären Hilfe bewusst und gezielt Organisationen unterstützt, die der Hamas zuzurechnen sind oder die ihrerseits die Hamas unterstützen“; er richte sich gegen den Gedanken der Völkerverständigung im Sinne des Grundgesetzes. Das Vereinsverbot wurde vom Bundesverwaltungsgericht bestätigt.

## Organisation
Im Jahr 1995 wurde die İnsan Hak ve Hürriyetleri ve İnsani Yardım Vakfı als erste IHH-Organisation in der Türkei gegründet. Hintergrund war der Krieg in Bosnien.
Im November 1998 wurde zunächst die „Initiative Humanitäre Hilfe“ in Köln gegründet und im Vereinsregister unter dem Registerzeichen VR 13038 eingetragen. Dem Gründungsvorstand gehörten Eyüp Fatsa, Ünal Karacaoglu und Süleyman Emir an. Im August 1999 benannte sich der Verein in „Internationale Humanitäre Hilfe“ um und wählte mit Dr. Mehmet Karacabey und Necmi Kücük einen neuen Vorstand. Im Oktober 2007 wurde der Sitz nach Frankfurt am Main verlegt. Seit März 2009 bildeten Nihat Cesur und Mustafa Yoldas (ehemaliger langjähriger Vorsitzender der Schura Hamburg und bekennendes Mitglied und Funktionär der Islamischen Gemeinschaft Milli Görüs) den Vorstand der IHH.
Der Verein unterhielt weiterhin in Köln ein Büro und hatte in Europa vier Vertretungen in den Ländern Belgien, Dänemark, Niederlande und Österreich.
Der Vorsitzende Mustafa Yoldas äußerte im Interview mit der Tageszeitung taz, die IHH habe im Juli 2010 2.500 Fördermitglieder und zahllose Einzelspender gehabt.

## Kritik
Die Auswertung von Spendenübersichten ab dem Jahr 2002 im Hauptverfahren um das Vereinsverbot vor dem Bundesverwaltungsgericht 2012 ergab, dass die IHH seit dem Aufbau der Hamas ab dem Jahr 2006 ihr Spendenvolumen für den Gazastreifen sukzessive erhöhte, bis im Jahr 2010 fast ausschließlich Projekte in der Struktur der Hamas im Gazastreifen gefördert worden seien. Die Zuwendungen für andere langjährige Projekte in Westjordanland, im Jemen oder Pakistan seien dafür drastisch reduziert worden. Ursache seien sinkende Kosten für die Beschaffung von Nahrungsmitteln und Material, entgegnete die IHH, konnte aber nicht erklären, weshalb dies nicht für Projekte in Gaza gelte. 
Trotz Internationalität und Religionsoffenheit habe die IHH über die Jahre nur Projekte in islamisch geprägten Ländern ausgewählt und gefördert, hielt das Bundesinnenministerium im Verfahren für auffällig. 
Außerdem habe der Verein durch Bilder und aus Quittungslisten der Spendenempfänger von Verteilaktionen gewusst und in Kauf genommen, dass nicht die IHH als Spender, sondern Hilfsgüter und Spenden im Gazastreifen instrumentalisiert und mit Parolen der Hamas verteilt wurden. Noch im Jahr 2003 betonte die IHH, sie sei „eine rein humanitäre, keine islamische Hilfsorganisation“.
Der IHH-Deutschland wurde eine Nähe zur Islamischen Gemeinschaft Milli Görüs nachgesagt. Weil die IHH nur von zehn bis 15 Funktionären gesteuert wurde, könne man sie nicht Milli Görüs als Organisation zurechnen.

## Verbotsverfahren
Mit Verfügung vom 23. Juni 2010 verbot der damalige deutsche Innenminister Thomas de Maizière die Organisation mit der Begründung, der Verein habe die radikalislamische Hamas finanziell unterstützt und richte sich deshalb gegen den Gedanken der Völkerverständigung. Im Hauptverfahren vor dem Bundesverwaltungsgericht (2012) wurde vorgetragen, der Verein trage mittelbar zu den von der Organisation Hamas gegen das israelische Volk verübten Gewalttaten bei, indem er der Hamas zuzuordnende Sozialvereine in Palästina langfristig und in beträchtlichem Umfang finanziell unterstütze. Die Behörden vollzogen das Verbot am 12. Juli 2010 in Hamburg, Hessen und Nordrhein-Westfalen, wobei sie eine Immobilie und das Vermögen der IHH beschlagnahmten. Zu Festnahmen kam es nicht.
Der Vorstand der IHH klagte gegen das Verbot vor dem Bundesverwaltungsgericht. 
Im Juni 2011 hob das Gericht in einem Verfahren auf vorläufigen Rechtsschutz die sofortige Vollziehbarkeit des Vereinsverbots unter bestimmten Maßgaben auf. Dazu zählte das Verbot von Transfers in den Gazastreifen und das Westjordanland und ein monatlicher Bericht über Spenden und die erbrachten Hilfsleistungen. Das Innenministerium lehnte diesen Vergleichsvorschlag ab.
Im April 2012 wertete das Gericht im Hauptverfahren die Gesamtspendentätigkeit für fünf von sechs Organisationen nicht als objektive Voraussetzungen für ein Vereinsverbot geeignet. Es sah allerdings die Verbotsvoraussetzungen erfüllt mit Spendenzahlungen für unterschiedliche soziale Zwecke an die im Gazastreifen tätige Islamic Society von 2006 bis Februar 2010. Und im Wechsel der Zuwendungsempfänger, dann unmittelbar anknüpfend ab Mai 2010 bis zur Verbotsverfügung im Juli 2010, an den ebenfalls im Gazastreifen ansässigen Verein Salam, der im Gesamtgefüge der Hamas verankert sei. 
Der Wechsel der Auszahlungsstelle sei durch den Wechsel eines bisherigen Islamic Society-Funktionärs zum Bürgermeister der Stadt Dschabalia veranlasst gewesen und dem Verein bekannt gegeben worden. Es sei auch Inhalt der Vernehmung eines deutschen IHH-Mitarbeiters, auf Reisen in Israel, Anfang 2010 durch israelische Sicherheitskräfte gewesen. Dies habe bei der IHH dazu geführt, sich über die Folgen einer weiteren Zusammenarbeit mit der Islamic Society bewusst zu sein. Zwischen 2006 und Februar 2010 seien an die Islamic Society insgesamt gut 2 100 000 € und bis Juli 2010 an den Verein Salam insgesamt gut 300 000 € geflossen (Randnotizen 13, 31 und 38). 
Stattdessen habe die IHH den Wechsel des Zahlungsempfängers zum Verein Salam angeregt und aktiv betrieben (Randnotiz 40 und 48). Als Indizien, die materielle Unterstützung unter dem Einfluss der Hamas zu verschleiern und zu sichern, wertete das Gericht Inhalte aus Telefonmitschnitten von Mitarbeitenden des IHH-Deutschland mit Vertretern der Islamic Society und des Vereins Salam von Anfang März bis Ende April 2010 (Randnotizen 49 bis 53). Durch Klageabweisung bestätigte das Gericht den Vollzug des Verbots. 
Der türkische Außenminister Ahmet Davutoğlu kritisierte die Bundesregierung wegen des Verbots der IHH-Deutschland scharf. Das Schweigen gegenüber Hilfsorganisationen in Deutschland, die die PKK unterstützten, sei für die Türkei nicht nachvollziehbar.
Eine Verfassungsbeschwerde beim Bundesverfassungsgericht gegen die Verbote von Vereinen nach § 3 Abs. 1 Satz 1 des Gesetzes zur Regelung des öffentlichen Vereinsrechts und die sie bestätigenden Gerichtsentscheidungen wurde im Juli 2018 abgelehnt.
Eine Beschwerde wegen Verletzung der Vereinigungsfreiheit im Artikel 11 der Europäischen Menschenrechtskonventions wurde am 10. Oktober 2023 vom Europäischen Gerichtshof für Menschenrechte abgelehnt. Der Beschluss wird mit Umfeldangaben rezipiert von Tommaso Virgili.